# ホワイト・クリスマス (ミュージカル)
ホワイト・クリスマス (White Christmas ) は1954年のパラマウント映画『ホワイト・クリスマス』を基にしたミュージカル。デイヴィッド・アイヴスおよびポール・ブレイクス脚本、アーヴィング・バーリン作詞作曲。オリジナル公演の出演者はブライアン・ダーシー・ジェームズ、アナスタシア・バージー、メレディス・パターソン、ジェフリー・デンマン。

## 公演履歴

### 地方公演
2004年、サンフランシスコで『アーヴィング・バーリンのホワイト・クリスマス』として初演され、ボストン、バッファロー、ロサンゼルス、トロント、ウィニペグ、バンクーバー、デトロイト、ルイヴィルなどアメリカやカナダの様々な都市で上演された。

### イギリス公演(2006年～2011年)
イギリス公演がクリスマス時期に行なわれ、2006年から2008年はプリマスとサウサンプトン、2007年から2008年はエディンバラとカーディフで上演された。ボブ・ウォレス役にクレイグ・マクラクラン、フィル・デイヴィス役にティム・フラヴィン、ベティ・ヘインズ役にレイチェル・スタンリー、ジュディ・ヘインズ役にエマ・ケイト・ネルソン、将軍役にケン・カーチェヴァル、マーサ役にローナ・ラフトが配役された。2009年11月、同じ配役でプリマスの王立劇場で再演され、クリスマス時期から2010年初頭にかけてマンチェスターのザ・ロウリーで、2010年11月から2011年1月までサンダーランドの帝国劇場でアレッド・ジョーンズ、スザンヌ・ショウ、アダム・クーパー、ルイーズ・プロウライト、レイチェル・スタンリー、ロイ・ドートリス出演で上演される。トム・チャンバース、アダム・クーパー、レイチェル・スタンリー、ルイーズ・ボウデン、ケン・カーチェヴァル、ケリー・ワシントンが出演。

### ブロードウェイ(2008年～2009年)、全米ツアー
2008年11月14日から2009年1月4日、短期間の契約でブロードウェイのマーキス劇場で12回のプレビュー公演、53公演行なわれた。ウォルター・ボビー演出、ランディ・スキナー振付、地方公演でも出演したことのあるスティーブン・ボガーダス、ケリー・オマリー、ジェフリー・デンマン、メレディス・パターソン、スーザン・マンサー、チャールズ・ディーンが出演。

### オーストラリアビクトリア州(2009年)
オーストラリアビクトリア州のフェニックス劇場でMLOCプロダクション(www.mloc.org.au)により上演された。ジュディ・サリヴァン演出、ゲオフ・アール音楽(ジャック・アール助手)、マリリン・ヤング振付。ボブ・ウォレス役にピーター・フィリップス、フィル・デイヴィス役にキャバレーのパフォーマーのジョン・デイヴィッドソン、ベティ・ヘインズ役にロウェナ・ブラウン、ジュディ・ヘインズ役にケイト・ナイト、ウェイヴァリー将軍役にサイモン・フィッツジェラルド、マーサ・ワトソン役にサリー・フレミング、スーザン・ウェイヴァリー役にオリヴィア・シアアップ、ラルフ・シェルドレイク役にデイヴィッド・ヒギンズが配役。2009年11月6日から14日、18日から12月20日まで上演された。

### ブロードウェイ再演(2009年)
2009年11月13日から2010年1月3日、ブロードウェイのマーキス劇場で再演された。ボビーとスキナーは再び演出と振付を担当。ボブ・ウォレス役にジェームズ・クロウ、ジュディ・ヘインズ役にメイラ・デイヴィ、ベティ・ヘインズ役にメリッサ・エリコ、フィル役にトニー・ヤズテック、ヘンリー・ウェイヴァリー将軍役にデイヴィッド・オグデン・スティアズ、マーサ・ワトソン役にルース・ウィリアムソンが配役。2009年11月1日のネブラスカ州オマハ公演を皮切りに2010年1月5日のミズーリ州カンザスシティ公演まで全米ツアー公演が行なわれた。

## 批評および受賞歴
ブロードウェイ公演についてニューヨーク・タイムズのチャールズ・イシャウッドが「クリスマスの靴下の奥から見つけたネッコ・ウエハースのように斬新で魅力的」と皮肉の意味で評したようにあまり好意的ではなかった。にもかかわらず、2009年のトニー賞では最優秀振付賞(ランディ・スキナー)、最優秀オーケストラ賞(ラリー・ブランク)がノミネートされ、また2009年のドラマ・デスク・アワードではウォルター・ボビー、最優秀ミュージカル演出賞、最優秀オーケストラ賞、最優秀ミュージカル舞台美術賞(アンナ・ルイゾス)、最優秀衣装デザイン賞(キャリー・ロビンス)、最優秀音響賞(アクメ・サウンド・パートナーズ)を受賞した。

## 楽曲
| 第1幕 - Overture - オーケストラ - Happy Holiday - ボブ・ウォレス、フィル・デイヴィス - White Christmas - ボブ、フィル、ラルフ・シェルドレイク、アンサンブル - Let Yourself Go - ボブ、フィル、アンサンブル - Love and the Weather - ボブ、ベティ・ヘインズ - Sisters - ベティ、ジュディ・ヘインズ - "The Best Things Happen While You're Dancing - フィル、ジュディ、クインテット - Snow - ボブ、フィル、ベティ、ジュディ、いびき男と妻、アンサンブル - What Can You Do With a General? - マーサ・ワトソン、ボブ、フィル - Let Me Sing and I'm Happy - マーサ、アンサンブル - Count Your Blessings Instead of Sheep - ボブ、ベティ - Blue Skies - ボブ、アンサンブル | 第2幕 - I Love a Piano - フィル、ジュディ、アンサンブル - Falling Out of Love Can Be Fun - マーサ、ベティ、ジュディ - Sisters (Reprise) - ボブ、フィル - Love, You Didn't Do Right By Me/How Deep Is the Ocean - ベティ、ボブ - We'll Follow the Old Man - ボブ、男性アンサンブル - Let Me Sing and I'm Happy (Reprise) - スーザン・ウェイヴァリー - How Deep Is the Ocean (Reprise) - ボブ、ベティ - We'll Follow the Old Man (Reprise) - ボブ、フィル、ラルフ、男性アンサンブル - White Christmas (Reprise) - ボブおよび出演者 - I've Got My Love to Keep Me Warm - 出演者全員 |

## 役名およびブロードウェイ・オリジナル出演者
- ボブ・ウォレス - スティーブン・ボガーダス(ブライアン・ダーシー・ジェームズ初演)
- フィル・デイヴィス - ジェフリー・デンマン
- ベティ・ヘインズ - ケリー・オマリー(アナスタシア・バージー初演)
- ジュディ・ヘインズ - メレディス・パターソン
- エゼキエル・フォスター/いびき男/クインテット - クリフ・ビミス
- マイク・ナルティ/エド・サリヴァン・ショー、リージェンシー・ルームのアナウンサー - シェフェルド・チャステイン
- ヘンリー・ウェイヴァリー将軍 - チャールズ・ディーン
- スーザン・ウェイヴァリー - メロディ・ホリス
- マーサ・ワトソン - スーザン・マンサー
- ラルフ・シェルドレイク - ピーター・リアドン